# Niedersfeld
Niedersfeld is een dorp en stadsdeel van Winterberg in het Hochsauerlandkreis, Noordrijn-Westfalen. De plaats heeft 1.998 inwoners. Tot 1975 was het dorp een zelfstandige gemeente.

## Geografie
Niedersfeld ligt in het noordelijke deel van het Rothaargebergte en hemelsbreed ongeveer 7,5 km noordelijk van Winterberg. In het noorden grenst het aan Olsberg en in het oosten aan de gemeente Willingen in Hessen. In Niedersfeld bevindt zich de monding van de Hille, die daar overgaat in de Ruhr. Het centrum van Niedersfeld ligt op ongeveer 515 m hoogte. De hoogste berg bij Niedersfeld is de Langenberg met 843,2 NN.